# استخرک (ایرانشهر)
استخرک روستایی در دهستان بزمان بخش بزمان شهرستان ایرانشهر استان سیستان و بلوچستان ایران است.

## جمعیت
بر پایه سرشماری عمومی نفوس و مسکن در سال ۱۳۹۵ جمعیت این روستا ۲۰ نفر (۶خانوار) بوده‌است.